# 780 CCFL
A carreira 780 da Carris, transportadora coletiva municipal de Lisboa, Portugal, foi uma carreira Expresso na rede de transportes públicos da cidade de Lisboa e era simbolizada com a cor azul. Tinha os seus terminais na Praça do Duque de Saldanha, abreviadamente Saldanha, e nas Portas de Benfica, passando pelo Campo Grande e Avenida General Norton de Matos.
Teve o seu início no dia 31 de Agosto de 2009 ligando o Saldanha à Avenida Grão Vasco, em Benfica e publicitada como O caminho mais rápido entre dois pontos.
A 20 de Janeiro de 2010, a carreira 780 fora prolongada às Portas de Benfica, aproveitando a reorganização viária da zona no seguimento das obras de prolongamento da CRIL. Na mesma data a carreira 780 passou a efetuar a paragem Viaduto da Luz, permitindo o acesso à Estrada da Luz.
A 5 de Março de 2011, "no âmbito do processo dinâmico de ajustamentos da oferta à procura (...) num ano de grande contenção financeira" , a carreira 780 foi suprimida.
As informações contidas nesta página reportam-se apenas ao período imediatamente anterior à supressão desta carreira.

## Características

### Estação
Musgueira

### Material circulante
- Volvo B7R LE (série 1701-1733) Marcopolo Viale
- Volvo B7R LE (série 1741-1780) Cateano City Gold
- MAN 18-310 CNG (série 2801-2820) Cateano City Gold
- Mercedes-Benz OC500 LE (série 4201-4267) Atomic Urbis
- Mercedes-Benz O530 G (série 4621-4650) Evobus Citaro G

### Tipologia
Carreira Expresso, com um reduzido número de paragens. Assegura a ligação da zona das Avenidas Novas até Benfica e permite um serviço rápido ao longo do Eixo Central entre o Saldanha e o Campo Grande, com paragem na estação de Entrecampos.
Funciona apenas de segunda a sexta-feira, excepto feriados e somente às horas de ponta.

## Percurso
Descrição áudio da carreira 780.

### Sentido Portas de Benfica
Saldanha → Entrecampos → Campo Grande → Calhariz (Benfica) → Portas de Benfica
| código | paragem                                         | ligação                                            | ligação ML | ligação         | outras ligações                    |
| ------ | ----------------------------------------------- | -------------------------------------------------- | ---------- | --------------- | ---------------------------------- |
| cod    | SALDANHA                                        | 21 36 44 83 91 207 727 732 738 745                 |            |                 |                                    |
| cod    | Saldanha                                        | 21 36 44 83 91 207 727 732 738 745                 |            |                 |                                    |
| cod    | Campo Pequeno (Avenida da República)            | 21 36 44 54 83 91 207 727 732 738 745              |            |                 |                                    |
| cod    | Estação de Entrecampos                          | 21 36 44 49 54 83 91 207 727 732 738 745           |            | Sintra Azambuja | Fertagus                           |
| cod    | Entrecampos                                     | 21 36 44 49 54 83 91 207 701 727 732 738 745       |            |                 |                                    |
| cod    | Campo Grande (Avenida do Brasil)                | 7 31 36 83 204 206 207 701 735 738 745 755 750 767 |            |                 |                                    |
| cod    | Campo Grande (Norte)                            | 7 36 108 204 206 207 701 747 750 767 777 778 796   |            |                 | Rodoviária de Lisboa, Interurbanos |
| cod    | Viaduto da Luz                                  | 202 726 750 768                                    |            |                 |                                    |
| cod    | Avenida General Norton de Matos (Metropolitano) | 204 703 729 750 764 767 799                        |            |                 |                                    |
| cod    | Calhariz                                        | 750                                                |            |                 |                                    |
| 10802  | Escola Pedro Santarém                           | 204 205 703 716 729 746 750 758 767                |            |                 |                                    |
| 10906  | Estrada de Benfica (Avenida Gomes Pereira)      | 205 716 729 746 758                                |            |                 |                                    |
| 10904  | Igreja de Benfica                               | 205 716 729 746 758                                |            |                 |                                    |
| cod    | Estrada de Benfica (Mercado)                    | 205 746 758                                        |            |                 |                                    |
| cod    | PORTAS DE BENFICA                               | 202 205 711 746 758 767                            |            |                 |                                    |

### Sentido Saldanha
Portas de Benfica → Calhariz (Benfica) → Campo Grande → Entrecampos → Saldanha
| código | paragem                                         | ligação                                            | ligação ML | ligação         | outras ligações                    |
| ------ | ----------------------------------------------- | -------------------------------------------------- | ---------- | --------------- | ---------------------------------- |
| cod    | PORTAS DE BENFICA                               | 202 205 711 746 758 767                            |            |                 |                                    |
| cod    | Portas de Benfica                               | 202 205 711 746 758 767                            |            |                 |                                    |
| cod    | Estrada de Benfica (Mercado)                    | 205 746 758                                        |            |                 |                                    |
| cod    | Igreja de Benfica                               | 205 716 729 746 758                                |            |                 |                                    |
| cod    | Estrada de Benfica (Avenida Gomes Pereira)      | 205 716 729 746 758                                |            |                 |                                    |
| cod    | Escola Pedro Santarém                           | 204 205 703 716 729 746 750 758 767                |            |                 |                                    |
| cod    | Calhariz                                        | 204 205 703 716 729 746 750 758 764 767            |            |                 |                                    |
| cod    | Rua Professor Reinaldo dos Santos               | 54 750                                             |            |                 |                                    |
| cod    | Avenida General Norton de Matos (Metropolitano) | 204 703 729 750 764 767 799                        |            |                 |                                    |
| cod    | Viaduto da Luz                                  | 202 726 750 768                                    |            |                 |                                    |
| cod    | Campo Grande (Norte)                            | 7 36 108 204 206 207 701 747 750 767 777 778 796   |            |                 | Rodoviária de Lisboa, Interurbanos |
| cod    | Campo Grande (Avenida do Brasil)                | 7 31 36 83 204 206 207 701 735 738 745 755 750 767 |            |                 |                                    |
| cod    | Entrecampos                                     | 21 36 44 49 54 83 91 207 701 727 732 738 745       |            |                 |                                    |
| cod    | Estação de Entrecampos                          | 21 36 44 49 54 83 91 207 727 732 738 745           |            | Sintra Azambuja | Fertagus                           |
| cod    | Campo Pequeno (Avenida da República)            | 21 36 44 54 83 91 207 727 732 738 745              |            |                 |                                    |
| cod    | SALDANHA                                        | 21 36 44 83 91 207 727 732 738 745                 |            |                 |                                    |

## Horário
Ficheiros em formato PDF
- Saldanha → Portas de Benfica[ligação inativa]
- Portas de Benfica → Saldanha[ligação inativa]

## Ligações Externas
- Notícias sobre a entrada ao serviço da carreira 780
  - Carris. 780. O caminho mais rápido entre dois pontos. Acedido a 18 de Outubro de 2010.
  - Carris. 780. O caminho mais rápido entre dois pontos.Acedido a 18 de Outubro de 2010.
- Notícia sobre o prolongamento da carreira 780: Carris. A carreira 780 mudou e para melhor. Acedido a 18 de Outubro de 2010.